# رفاق سكارى
الرفاق السكارى (بالإنجليزية: Drinking Buddies)‏ هو فيلم كوميدي أمريكي تم إنتاجه في سنة 2013 وهو من إخراج جوي سوانبيرغ وبطولة أوليفيا وايلد وجيك جونسون وآنا كيندريك ورون ليفنغستون، الفيلم من توزيع ماغنوليا بيكتشرز، وقصة الفيلم تدور عن مجموعة أصدقاء يعملون في مصنع جعة في شيكاغو وفي يوم من الأيام يقضون اليوم في الشرب هناك ويسكرون بسبب ذلك.

## روابط خارجية
- رفاق سكارى على موقع IMDb (الإنجليزية)
- رفاق سكارى على موقع ميتاكريتيك (الإنجليزية)
- رفاق سكارى على موقع روتن توميتوز (الإنجليزية)
- رفاق سكارى على موقع نتفليكس (الإنجليزية)
- رفاق سكارى على موقع ألو سيني (الفرنسية)
- رفاق سكارى على موقع بوكس أوفيس موجو (الإنجليزية)
- رفاق سكارى على موقع فيلمافينيتي (الإسبانية)
- رفاق سكارى على موقع قاعدة بيانات الفيلم (الإنجليزية)
- رفاق سكارى على موقع ليتربوكسد (الإنجليزية)
- رفاق سكارى على موقع كينوبويسك (الروسية)